# عوز البروتين إس
عوز البروتين إس هو اضطراب يرتبط بزيادة خطر الإصابة بالخثار الوريدي. البروتين إس هو مضاد تخثر فسيولوجي يعتمد على فيتامين ك، يعمل كعامل مرافق غير إنزيمي لتنشيط البروتين سي الذي يحلل العامل الخامس والعامل الثامن.
يؤدي انخفاض مستويات البروتين إس أو ضعف وظيفته إلى انخفاض تحلل العامل الخامس-أ والعامل الثامن-أ وزيادة احتمال حدوث الخثار الوريدي. تشمل بعض عوامل الخطر للخثار الوريدي العميق أو الانصمام الرئوي لدى المرضى الذين يعانون من نقص البروتين إس الحمل والشيخوخة والعلاج الهرموني وتناول حبوب منع الحمل والجراحة الحديثة والصدمات وقلة النشاط البدني. ينتشر البروتين إس في البلازما البشرية ضمن شكلين: يكون نحو 60% منه مرتبطًا بالسلسلة بيتا من مكون المتممة سي 4 بي، بينما يبقى 40% منه حرًا، والبروتين إس الحر فقط هو ما يملك نشاط العامل المرافق للبروتين سي.

## العلامات والأعراض
تشمل الأعراض المحتملة لعوز البروتين إس:
- خثار في الأطراف السفلية
- التهاب الوريد الخثاري السطحي
- احمرار في المنطقة المصابة
- فرفرية خاطفة
- انصمام رئوي
- سكتة دماغية (عند الأطفال)

## السبب
قد يحدث عوز البروتين إس نتاج وراثة جسمية سائدة. تؤدي طفرة في جين بروس 1 إلى ظهور الحالة. الموقع الوراثي الخلوي للجين المعني هو الكروموسوم 3، وتحديدًا الذراع الطويلة من الكروموسوم 3 في المنطقة 1 والعصابة 1 وتحت العصابة 1. يمكن أن يحدث عوز البروتين إس أيضًا بسبب نقص فيتامين ك والعلاج بالوارفارين وأمراض الكبد وأمراض الكلى والعلاج الكيميائي والعدوى والجراحة واستخدام حبوب منع الحمل والحمل والخثار الحاد (قد تكون أضداد الفوسفوليبيد أيضًا سببًا لحدوث الحالة)

## الفيزيولوجيا المرضية
فيما يتعلق بآلية عوز البروتين إس، يتشكل البروتين إس في خلايا الكبد والبطانة. يعتبر البروتين إس عاملًا مرافقًا للبروتين سي الفعال إذ يعمل كلاهما على تحلل العاملين الخامس والثامن. اقتُرح أن أيونات الزنك2+ قد تكون ضروريةً لربط البروتين إس بالعامل الخامس-أ.
تؤدي الطفرات في هذه الحالة إلى تغير الأحماض الأمينية، والتي بدورها تعطل تخثر الدم. تنقص مستويات البروتين إس الوظيفي، والذي عادةً ما يعطل بروتينات التخثر، ما يزيد من خطر الإصابة بجلطات الدم.

## التشخيص
يمكن تشخيص عوز البروتين إس من خلال مراجعة التاريخ العائلي للحالة والاختبار الجيني، بالإضافة إلى ما يلي:
- اختبار مستضد البروتين إس.
- اختبار التخثر (اختبار زمن البروثرومبين)
- التحري عن مرض خثاري
- اختبار العامل الخامس لايدن

### التشخيص التفريقي
تشمل احتمالات التشخيص التفريقي لعوز البروتين إس متلازمة أضداد الفوسفوليبيد والتخثر المنتشر داخل الأوعية وعوز مضاد الثرومبين (هذه القائمة غير شاملة).

### الأنواع
توجد ثلاثة أنماط لعوز البروتين إس الوراثي:
- النمط الأول -انخفاض نشاط البروتين إس: انخفاض مستويات البروتين إس الكلي، بالإضافة إلى انخفاض مستويات البروتين إس الحر
- النمط الثاني -انخفاض نشاطه كعامل مرافق للبروتين
- النمط الثالث -انخفاض نشاط البروتين إس: انخفاض مستويات البروتين إس الحر (تكون مستويات البروتين إس الكلي طبيعية)

## العلاج
فيما يتعلق بعلاج عوز البروتين إس، تتوافق الأدوية والإجراءات التالية مع آلية علاج الأفراد المصابين بهذه الحالة (عادةً ما يترافق مآل المرضى متماثلي الزيجوت بارتفاع معدل حدوث الخثار):
- الهيبارين غير المجزأ (مع الوارفارين)
- الهيبارين منخفض الوزن الجزيئي
- دابيغاتران
- المثبطات المباشرة للعامل الخامس-أ
- جوارب الضغط المتدرج
- استخدام إجراءات وقائية مكثفة

## روابط خارجية
- عوز البروتين إس على مشروع الدليل المفتوح